# Schoolboy Q
Quincy Matthew Hanley (Njemačka, 26. listopada 1986.), bolje poznat po svom umjetničkom imenu Schoolboy Q (ponekad stilizirano kao ScHoolBoy Q) je američki reper i tekstopisac koji živi u Los Angelesu, Kaliforniji. Trenutno ima potpisan ugovor s diskografskim kućama Interscope Records i Top Dawg Entertainment. Schoolboy Q je član hip hop sastava Black Hippy zajedno s Kendrickom Lamarom, Ab-Soulom i Jay Rockom. Svoju glazbenu karijeru je započeo 2008. godine kada je objavio svoj prvi miksani album Schoolboy Turned Hustla. Sljedeće godine je odmah objavio i drugi miksani album Gangsta & Soul. Prvi nezavisni album Setbacks je objavio u siječnju 2011. godine koji je na top ljestvici Billboard 200 debitirao na poziciji broj sto. Drugi nezavisni album Habits & Contradictions objavio je godinu kasnije, te je album na top ljestvici Billboard 200 debitirao na poziciji broj 111, prodajući više primjeraka od prethodnog albuma.

## Biografija

### Raniji život i početci karijere (1986. – 2009.)
Schoolboy Q je rođen kao Quincy Matthew Hanley, 26. listopada 1986. godine u vojnoj bazi u Njemačkoj. Tada su njegovi roditelji odlučili da više ne žive zajedno. Stoga je njegova majka za njega izabrala prezime nasumično. To je razlog zašto nitko u njegovoj obitelji nema prezime kao on. Njegov otac je ostao u vojsci, dok je njega majka odvela u Teksas prije preseljenja u Kaliforniju. Odrastao je u Los Angelesu, Kaliforniji, 51. ulici u susjedstvu ulica Figueroa i Hoover. Izjavio je da je igrao Američki nogomet od šeste pa sve do dvadeset i prve godine.

## Diskografija

### Nezavisni albumi
- Setbacks (2011.)
- Habits & Contradictions (2012.)

### Miksani albumi
- Schoolboy Turned Hustla (2008.)
- Gangsta & Soul (2009.)

## Vanjske poveznice

### Službene stranice
- Schoolboy Q na Twitteru
- Schoolboy Q na MySpaceu

### Profili
- Schoolboy Q na Allmusicu
- Schoolboy Q na Discogsu
- Schoolboy Q na Billboardu
- Schoolboy Q  Arhivirana inačica izvorne stranice od 31. srpnja 2012. (Wayback Machine) na MTV